# Spilosoma simpicior
Spilosoma simpicior är en fjärilsart som beskrevs av Matsumura 1927. Spilosoma simpicior ingår i släktet Spilosoma och familjen björnspinnare. Inga underarter finns listade i Catalogue of Life.